# Cratere Ley
Ley è un cratere lunare di 81,05 km situato nella parte nord-occidentale della faccia nascosta della Luna.